# ジョアンヌ・ケリー
ジョアンヌ・ケリー（Joanne Kelly, 1978年12月 - ）は、カナダ出身の女優である。

## 出演作品

### テレビ
- ノンストップ・スリラー「暴走地区-ZOO-」（アリソン・ショウ）
- HOSTAGES ホステージ（ヴァネッサ・ムーア）
- ウェアハウス13 〜秘密の倉庫 事件ファイル〜（マイカ・ベリング）
- パワー・オブ・フォー 普通じゃない家族
- CSI:マイアミ
- キャッスル 〜ミステリー作家は事件がお好き
- スーパーナチュラル
- 失踪 VANISHED（サラ・コリンズ）
- CITY ON A HILL/罪におぼれた街 (レティシア・ドライデン)
- セヴェランス　(ニーナ)

### 映画
- ジャック・ハンター クリスタル・ロッドの謎
- ジャック・ハンター2 失われた砂漠の秘宝
- ジャック・ハンター3 呪われた黄金の冠
- ソーラー・ストライク
- ロッジ LODGE